# Commissariat de police de Central (Hong Kong)
L'ancien commissariat de police de Central (中央警署, Central Police Station) est un monument historique de Hong Kong situé au 10 Hollywood Road (zh) dans le quartier de Central.
Il est réaménagé en 2018 en une destination culturelle et commerciale appelée Tai Kwun (大館) qui comprend 3 monuments déclarés : l'ancien commissariat de police de Central, l'ancienne magistrature de Central et la prison Victoria.

## Histoire

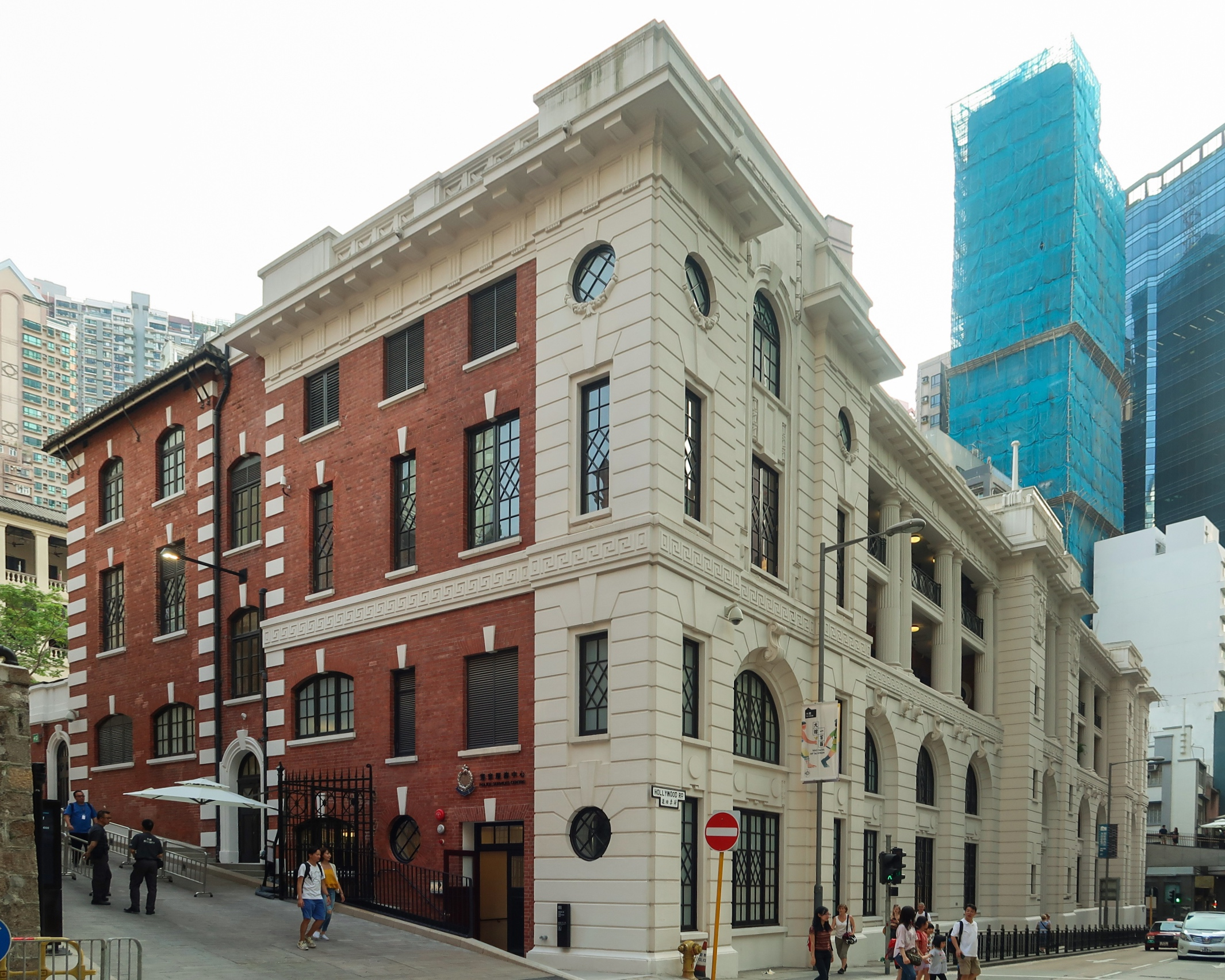
Entrée des véhicules dans le commissariat de police de Central, vue depuis.

La structure la plus ancienne du commissariat est construite en 1864, il s'agit alors d'une caserne de trois étages située à côté de la prison Victoria. Un étage est ensuite ajouté au bloc en 1905. D'autres blocs sont ajoutés entre 1910 et 1925. En 1919, le bloc du siège faisant face à Hollywood Road est construit. Par la suite, en 1925, le bloc des écuries de deux étages est construit à l'extrémité nord-ouest du terrain de parade et utilisé plus tard comme armurerie.
De nombreux commissariats de police sont construits au cours de cette période en raison du grand nombre de personnes qui ont émigré à Hong Kong depuis la Chine continentale et de la nécessité correspondante de maintenir la loi et l'ordre.
Dans l'après-midi du 15 décembre 1941, lors de la bataille de Hong Kong, des obus japonais tombent à la jonction de Old Bailey Street (en) et Caine Road (en), à la jonction de Pottinger Street (en), d'Hollywood Road (zh), de Wellington Street (en) et du commissariat de police de Central. Le rez-de-chaussée et les bureaux du sous-sol du bâtiment sont détruits, faisant des victimes. L'attaque faisait partie d'un bombardement systématique de la rive nord de l'île de Hong Kong, lancé ce jour-là.
Dans le passé, le commissariat de police était utilisé comme quartier général de la police. Cependant, son importance diminue lorsqu'un nouveau quartier général de la police est construit à Wan Chai après la Seconde Guerre mondiale. Il fonctionne comme un commissariat de police, un dortoir et une prison, et est utilisé à la fois comme quartier général de la police régionale de l'île de Hong Kong et comme quartier général de la police du district de Central jusqu'aux années 2000.

## Bâtiments
L'ancien commissariat de Central comprend sept bâtiments :
| Bâtiments                             | Années de construction |
| ------------------------------------- | ---------------------- |
| Quartier général de la police         | 1919                   |
| Armurerie                             | 1924                   |
| Quartier des inspecteurs mariés       | 1862-1864              |
| Quartiers des sergents mariés         | 1900-1903              |
| Quartier des inspecteurs célibataires | 1900-1903              |
| Bloc des ablutions                    | 1930                   |
| Bloc de caserne                       | 1862-1864              |

Le complexe est bordé au nord par Hollywood Road, au sud par Chancery Lane, à l'est par Arbuthnot Road (en) et à l'ouest par Old Bailey Street.

## Statut de conservation

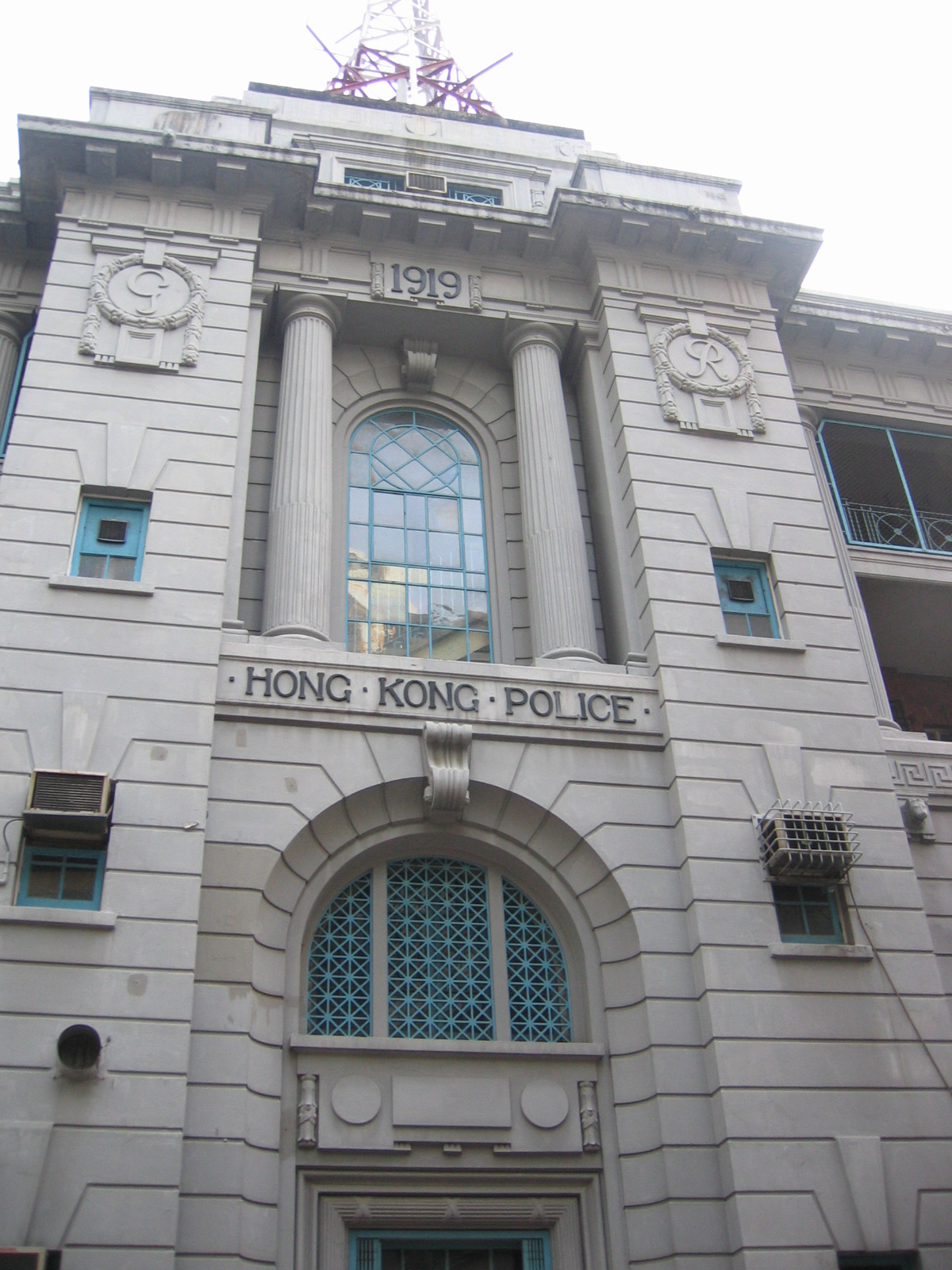
Les lettres G et R au-dessus de l'entrée du commissariat de police sont un symbole du Roi George V.

Avec sa longue histoire et son style architectural désuet, le commissariat de police de Central est l'un des derniers rappels physiques de l'histoire coloniale de Hong Kong (en).
Le commissariat est reconstruit pour être reconverti, tout comme l'ancienne magistrature de Central, à un usage plus public, incluant des magasins d'alimentation, des musées et des galeries d'art. Grâce à une réutilisation adaptative (en), le complexe rénové du commissariat de police est destiné à devenir une destination touristique d'importance historique, une rareté parmi les attractions de Hong Kong. Les travaux de restauration sont menés par le Hong Kong Jockey Club, qui gère désormais l'installation.
Les bâtiments de l'ancien commissariat de police de Central, de la prison Victoria et de l'ancienne magistrature de Central sont déclarés monuments en 1995 et collectivement réuni dans un complexe appelé Tai Kwun.
L'installation restaurée rouvre en mai 2018.
En 2019, le bâtiment revitalisé et rebaptisé Tai Kwun remporte le prix d'excellence des prix Asie-Pacifique de l'Organisation des Nations unies pour l'éducation, la science et la culture (UNESCO) pour la conservation du patrimoine culturel.

## Revitalisation
Sur suggestion du promoteur immobilier Swire Properties (en) en 1999, le Bureau du développement économique et du travail (en) lance un appel d'offres du secteur privé pour convertir le complexe de construction en un complexe de boutiques et de divertissement en 2003. La proposition de projet commercial est vivement critiquée par le public. Beaucoup compare l'initiative à la revitalisation controversée de l'ancien siège de la police maritime à Tsim Sha Tsui. Le plan est finalement abandonné en 2004.
Le 20 octobre 2010, le Hong Kong Jockey Club annonce un plan axé sur le patrimoine pour conserver et revitaliser le commissariat et le transformer en un centre du patrimoine, des arts et des loisirs. La caisse de charité du club accepte de fournir le budget de la revitalisation du commissariat. En tant qu'organisation à but non lucratif, la caisse ne s'attend pas à un retour sur investissement.
Herzog & de Meuron, Purcell (en) et Rocco Design (en) collaborent et examinent de nombreux schémas alternatifs différents afin d'établir la meilleure conception pour une réutilisation adaptative. Compte tenu des contraintes physiques du site, deux nouveaux bâtiments sont ajoutés : les « Old Bailey Galleries » et l'« Arbuthnot Auditorium ».
En plus de l'entrée publique existante sur Pottinger Street, une entrée sur Old Bailey, une entrée sur Arbuthnot et une passerelle reliant l'escalator Central-Mid-Levels (en) sont construites pour permettre l'accès au site. Des escaliers et des ascenseurs facilitent la connectivité piétonne entre la cour supérieure près de Chancery Lane et la cour inférieure près de Hollywood Road, et entre SoHo et Lan Kwai Fong.
En 2016, lors de la revitalisation en cours, une partie du quartier des inspecteurs mariés, construit en 1864, s'est effondré mais personne n'a été blessé.
Le site est inauguré par Carrie Lam, chef de l'exécutif de Hong Kong, le 25 mai 2018. Dans son discours d'ouverture, elle salue le travail de l'architecte-designer Herzog & de Meuron, de l'expert en patrimoine Michael Morrison, de l'architecte exécutif Rocco Design Architects et du directeur de projet Mike Moir.